# Daniel Schacter
Daniel Schacter (New York, 17 giugno 1952) è uno psicologo statunitense.
È un professore di psicologia presso l'Università Harvard. È noto per le sue ricerche nel campo della memoria.

## I sette peccati della memoria
Nel libro The Seven Sins of Memory: How the Mind Forgets and Remembers, le ricerche di Schacter sulla memoria si focalizzano sulle "anomalie" del suo funzionamento, definite da lui "peccati", parafrasando i sette peccati capitali. Se apparentemente risultano dannosi, in realtà questi sette aspetti producono un sollievo per il cervello, non più costretto a ricordare tutto di tutto, compresi i dettagli più inutili, ma libero di ricordare solo le informazioni più importanti.
I peccati sono:
1. Labilità; invecchiando, la memoria si indebolisce, le nuove esperienze si accavallano, i particolari si sfocano e si confondono con quelli di altre esperienze.
2. Distrazione; si riduce l'attenzione prestata alla memorizzazione, che si traduce in superficialità e pigrizia.
3. Blocco; esasperante ricerca di un'informazione che si ritiene di poter rintracciare.
4. Errata attribuzione; si attribuisce un ricordo, o un particolare, alla fonte o al contesto sbagliato.
5. Suggestionabilità; ad un ricordo si attribuiscono dettagli e particolari fuorvianti, in seguito a domande o osservazioni che "invadono" e distorcono il ricordo.
6. Distorsione; si rielabora il passato sulla base delle nuove conoscenze.
7. Persistenza; un ricordo continua a riemergere nella mente, ostacolando la concentrazione.

## Libri pubblicati
- Stranger behind the engram: of memory and the psychology of science. Hillsdale (NJ), Lawrence Erlbaum Associates, 1982.
- Searching for memory: The brain, the mind, and the past. New York, Basic Books, 1996.
- The seven sins of memory: How the mind forgets and remembers. Boston, Houghton Mifflin, 2001.
- Forgotten ideas, neglected pioners: Richard Semon and the story of memory. Philadelphia, Psychology Press, 2001.